# Хімічне збагачення корисних копалин
Хімічне збагачення корисних копалин (рос. химическое обогащение, англ. chemical preparation, chemical refining; нім. chemische Aufbereitung f) — збагачення корисних копалин, що базується на різній реакційній здатності розділювальних компонентів відносно певних хімічних реактивів.
Хімічне збагачення — це технологія первинної переробки руд, колективних і низькосортних концентратів, промпродуктів і хвостів збагачення хім. методами. Крім того, Х.з. застосовують в середині та кінці комбінованих схем збагачення.
Осн. процеси X.з. — вилуговування із застосуванням електрохімічних і біохімічних методів, йонообмінна сорбція, рідинна екстракція, йонна флотація. Поряд з вказаними гідрохімічними методами до X.з. відносять термохімічні методи переробки корисних копалин, напр. часткове видалення сірки, арсену з сульфідних концентратів кольорових металів і золотовмісних руд і напівпродуктів шляхом випалення, вилуговування сірки з вугілля та ін. Х.з. частіше застосовують при переробці уранових, вольфрамових, мідних, мідно-нікелевих руд, отриманні фосфорних і калійних добрив. У 80-х рр. ХХ ст. почалося впровадження X.з. на збагачувальних ф-ках для вилучення заліза з кварцу і польового шпату, каолінів і т. ін.